# Platymiscium fragrans
Platymiscium fragrans är en ärtväxtart som beskrevs av Henry Hurd Rusby. Platymiscium fragrans ingår i släktet Platymiscium och familjen ärtväxter. Inga underarter finns listade i Catalogue of Life.